# Dora (film, 1912)
Pour les articles homonymes, voir Dora.

Dora est un film américain réalisé par Frank Powell en 1912.

## Distribution
- Florence Barker : Dora
- Edwin August : William
- Fritzi Brunette : Mary
- Charles Manley : le fermier Allen